# Katie McLaughlin
Katie McLaughlin (9 juni 1997) is een Amerikaanse zwemster.

## Carrière
Bij haar internationale debuut, op de Pan-Pacifische kampioenschappen zwemmen 2014 in Gold Coast, veroverde McLaughlin de bronzen medaille op de 200 meter vlinderslag. Daarnaast strandde ze op dit toernooi in de series van zowel de 50 als de 100 meter vrije slag en de 100 meter vlinderslag.
Op de wereldkampioenschappen zwemmen 2015 in Kazan eindigde de Amerikaanse als zesde op de 200 meter vlinderslag. Op de 4x200 meter vrije slag legde ze samen met Missy Franklin, Leah Smith en Katie Ledecky beslag op de wereldtitel, samen met Ryan Murphy, Kevin Cordes en Margo Geer sleepte ze de zilveren medaille in de wacht op de gemengde 4x100 meter wisselslag.

## Internationale toernooien
| Jaar | Olympische Spelen | WK langebaan | WK kortebaan  | PanPacs                                                                                           | Pan-Ams       |
| ---- | ----------------- | --- | ------------- | ------------------------------------------------------------------------------------------------- | ------------- |
| 2014 |                   | | geen deelname | series 50m vrije slag · series 100m vrije slag · series 100m vlinderslag · 200m vlinderslag       |               |
| 2015 |                   | 6e 200m vlinderslag · 4x200m vrije slag · 4x100m wisselslag gemengd                                                                                         |               |                                                                                                   | geen deelname |
| 2016 | geen deelname     | | geen deelname |                                                                                                   |               |
| 2017 |                   | geen deelname |               |                                                                                                   |               |
| 2018 |                   | | geen deelname | 13e 50m vrije slag · 10e 100m vrije slag · 200m vrije slag · 100m vlinderslag · 4x200m vrije slag |               |
| 2019 |                   | 9e 100m vlinderslag · 4x200m vrije slag · 4x100m wisselslag · McLaughlin zwom enkel de series · 4x100m vrije slag gemengd · McLaughlin zwom enkel de series |               |                                                                                                   | geen deelname |

## Persoonlijke records
Bijgewerkt tot en met 11 september 2020
Kortebaan
| Afstand          | Tijd    | Datum            | Plaats     |
| ---------------- | ------- | ---------------- | ---------- |
| 100m vrije slag  | 56,02   | 10 november 2013 | Tokio      |
| 200m vrije slag  | 1.56,29 | 19 oktober 2019  | Lewisville |
| 100m vlinderslag | 1.00,00 | 9 november 2013  | Tokio      |
| 200m vlinderslag | 2.05,41 | 27 oktober 2019  | Boedapest  |

Langebaan
| Afstand          | Tijd    | Datum            | Plaats  |
| ---------------- | ------- | ---------------- | ------- |
| 100m vrije slag  | 54,14   | 10 augustus 2018 | Tokio   |
| 200m vrije slag  | 1.56,88 | 9 augustus 2018  | Tokio   |
| 100m vlinderslag | 57,23   | 21 juli 2019     | Gwangju |
| 200m vlinderslag | 2.06,95 | 6 augustus 2015  | Kazan   |